# Canvi de base
En àlgebra lineal, una base d'un espai vectorial de dimensió n és un conjunt de n vectors α1, ..., αn amb la propietat que tot vector de l'espai es pot expressar de forma única com a combinació lineal dels vectors de la base. Les representacions matricials de les transformacions lineals també estan determinades per la base escollida. Com que sovint és convenient treballar amb més d'una base per un espai vectorial, té una importància fonamental disposar d'una eina per transformar de forma simple les representacions en coordenades de vectors i aplicacions respecte a una base a les seves representacions equivalents respecte a l'altra base. Una tal transformació d'una base a l'altra s'anomena canvi de base.
Tot i que emprarem la terminologia d'espais vectorials, i el símbol R pot representar el cos dels nombres reals, els resultats que veurem també són certs si R és un anell commutatiu i substituïm espai vectorial per R-mòdul lliure.

## Nocions preliminars
La base canònica per Rn és {e1, ..., en}, on ej és l'element de Rn que conté un 1 a la j-sima posició i 0 altrament.
Si T: Rn → Rm és una transformació lineal, la matriu m × n de T és la matriu t que té T(ej) per j-sima columna, on j = 1, ..., n. En aquest cas, tenim T(x) = tx per tot x en Rn, on considerem x com a vector columna, i la multiplicació del segon membre de la igualtat és la multiplicació de matrius. És un resultat bàsic en àlgebra lineal que l'espai vectorial Hom(Rn, Rm) de totes les transformacions lineals de Rn a Rm és naturalment isomorf a l'espai Rm × n de matrius m × n sobre R; és a dir, una transformació lineal T: Rn → Rm és, a tots els efectes, equivalent a la seva matriu t.
Ara utilitzarem la següent observació:
| Siguin V i W espais vectorials, sigui {α1, ..., αn} una base de V, i siguin {γ1, ..., γn} n vectors qualssevol de W. Aleshores existeix una única transformació lineal T: V → W tal que T(αj) = γj per j = 1, ..., n. |

Aquesta T única es defineix per T(x1α1 + ... + xnαn) = x1γ1 + ... + xnγn. Òbviament, si {γ1, ..., γn} és una base de W, llavors T és bijectiva i lineal; en altres paraules, T és un isomorfisme. Si, en aquest cas, també tenim que W = V, llavors hom diu que T és un automorfisme.
Sigui ara V un espai vectorial sobre R, i suposem que {α1, ..., αn} és una base de V. Per definició, si ξ és un vector de V, llavors ξ = x1α1 + ... + xnαn on els escalars x1, ..., xn únics de R s'anomenen coordenades de ξ respecte a la base ordenada {α1, ..., αn}. El vector x = (x1, ..., xn) de Rn s'anomena la tupla de coordenades de ξ (respecte a aquesta base). L'única aplicació lineal φ: Rn → V amb φ(ej) = αj per j = 1, ..., n s'anomena isomorfisme coordenat per V i la base {α1, ..., αn}. Així, φ(x) = ξ si i només si ξ = x1α1 + ... + xnαn.

### Matriu d'un conjunt de vectors
Un conjunt de vectors es pot representar per una matriu, les columnes de la qual són les components de cada vector del conjunt. Com que una base és un conjunt de vectors, una base es pot representar per una matriu formada d'aquesta manera. Després veurem que el canvi de base de qualsevol objecte de l'espai està relacionat amb aquesta matriu. Per exemple, els vectors canvien amb la seva inversa (i, per tant, s'anomenen objectes contravariants).

## Canvi de coordenades d'un vector
Primer examinarem la qüestió de com canvien les coordenades d'un vector ξ, de l'espai vectorial V, quan seleccionem una altra base.

### Dues dimensions
Això significa que, donada una matriu M que té en columnes els vectors de la nova base de l'espai (nova matriu base), les noves coordenades per un vector columna v estan donades pel producte matricial M-1·v. Per aquesta raó, hom diu que els vectors normals són objectes contravariants.
Qualsevol conjunt finit de vectors pot representar-se per una matriu que tingui per columnes les coordenades dels vectors donats. En dimensió 2, n'és un exemple un parell de vectors obtinguts mitjançant rotació de la base canònica 45 graus en sentit antihorari. La matriu que té en columnes les coordenades d'aquests vectors és
{\displaystyle M={\begin{pmatrix}1/{\sqrt {2}}&-1/{\sqrt {2}}\\1/{\sqrt {2}}&1/{\sqrt {2}}\end{pmatrix}}}
Si volem canviar qualsevol vector de l'espai a aquesta nova base, només hem de multiplicar per l'esquerra les seves componentes per la inversa d'aquesta matriu.

### Tres dimensions
Per exemple, considerem una nova base donada pels seus angles d'Euler. La matriu de la base té per columnes les components de cada vector. Per tant, aquesta matriu serà:
{\displaystyle [\mathbf {R} ]={\begin{bmatrix}\mathrm {c} _{\alpha }\,\mathrm {c} _{\gamma }-\mathrm {s} _{\alpha }\,\mathrm {c} _{\beta }\,\mathrm {s} _{\gamma }&-\mathrm {c} _{\alpha }\,\mathrm {s} _{\gamma }-\mathrm {s} _{\alpha }\,\mathrm {c} _{\beta }\,\mathrm {c} _{\gamma }&\mathrm {s} _{\beta }\,\mathrm {s} _{\alpha }\\\mathrm {s} _{\alpha }\,\mathrm {c} _{\gamma }+\mathrm {c} _{\alpha }\,\mathrm {c} _{\beta }\,\mathrm {s} _{\gamma }&-\mathrm {s} _{\alpha }\,\mathrm {s} _{\gamma }+\mathrm {c} _{\alpha }\,\mathrm {c} _{\beta }\,\mathrm {c} _{\gamma }&-\mathrm {s} _{\beta }\,\mathrm {c} _{\alpha }\\\mathrm {s} _{\beta }\,\mathrm {s} _{\gamma }&\mathrm {s} _{\beta }\,\mathrm {c} _{\gamma }&\mathrm {c} _{\beta }\end{bmatrix}}.}
Novament, qualsevol vector de l'espai es pot canviar a aquesta nova base, tot multiplicant per l'esquerra les seves components per la inversa d'aquesta matriu.

### Cas general
Suposem que {α1, ..., αn} i {α'1, ..., α'n} són dues bases ordenades de V. Siguin φ1 i φ₂ els corresponents isomorfismes coordenats (aplicacions lineals) de Rn a V, és a dir, φ1(ej) = αj i φ₂(ej) = α'j per j = 1, ..., n.
Si x = (x1, ..., xn) és la n-tupla de coordenades de ξ respecte a la primera base, de manera que ξ = φ1(x), llavors la tupla de coordenades de ξ respecte a la segona base és φ₂-1(ξ) = φ₂-1(φ1(x)). Ara bé, l'aplicació φ₂-1 ∘ φ1 és un automorfisme de Rn i, per tant, té una matriu p. Addicionalment, la columna j-sima de p és φ₂-1 ∘ φ1(ej) = φ₂-1(αj), és a dir, la n-tupla de coordenades de αj respecte a la segona base {α'1, ..., α'n}. Per tant, y = φ₂-1(φ1(x)) = px és la n-tupla de coordenades de ξ respecte a la base {α'1, ..., α'n}.

## Matriu d'una transformació lineal
Suposem que T: V → W és una transformació lineal, {α1, ..., αn} és una base de V i {β1, ..., βm} és una base de W. Siguin φ i ψ els isomorfismes coordenats de V i W, respectivament, amb relació a les bases donades. Aleshores l'aplicació T1 = ψ-1 ∘ T ∘ φ és una transformació lineal de Rn a Rm i, per tant, té una matriu t; la seva columna j-sima és ψ-1(T(αj)) per j = 1, ..., n. Hom anomena aquesta matriu la matriu de T respecte a les bases ordenades {α1, ..., αn} i {β1, ..., βm}. Si η = T(ξ), i y i x són les tuples de coordenades de η i ξ, llavors y = ψ-1(T(φ(x))) = tx. Recíprocament, si ξ pertany a V i x = φ-1(ξ) és la tupla de coordenades de ξ respecte a {α1, ..., αn}, i igualem y = tx i η = ψ(y), llavors η = ψ(T1(x)) = T(ξ). És a dir, si ξ pertany a V i η pertany a W, i x i y són les seves respectives tuples de coordenades, llavors y = tx si i només si η = T(ξ).
| Siguin U, V i W espais vectorials de dimensió finita, i escollim una base ordenada per cadascun d'ells. Si T: U → V i S: V → W són transformacions lineals amb matrius s i t, llavors la matriu de la transformació lineal S ∘ T: U → W (respecte a les bases donades) és st. |

### Canvi de base
Ara ens plantegem què succeeix amb la matriu de T: V → W quan canviem les bases de V i W. Siguin {α1, ..., αn} i {β1, ..., βm} bases ordenades de V i W respectivament, i suposem que tenim un segon parell de bases {α'1, ..., α'n} i {β'1, ..., β'm}. Siguin φ1 i φ₂ els isomorfismes coordenats, prenent la base habitual en Rn, de la primera i la segona base de V, i siguin ψ1 i ψ₂ els isomorfismes, prenent la base habitual en Rm, de la primera i segona base de W.
Siguin T1 = ψ1-1 ∘ T ∘ φ1, i T₂ = ψ₂-1 ∘ T ∘ φ₂ (totes dues aplicacions porten Rn a Rm), i siguin t1 i t₂ les seves respectives matrius. Siguin p i q les matrius dels automorfismes de canvi de coordenades φ₂-1 ∘ φ1 de Rn i ψ₂-1 ∘ ψ1 de Rm.
Les relacions de totes aquestes aplicacions s'il·lustren amb el següent diagrama commutatiu:
{\displaystyle {\begin{array}{rcl}\mathbb {R} ^{n}&{\stackrel {T_{1}}{\longrightarrow }}&\mathbb {R} ^{m}\\{\scriptstyle \varphi _{1}}\downarrow &&\downarrow {\scriptstyle \psi _{1}}\\V&{\stackrel {T}{\longrightarrow }}&W\\{\scriptstyle \varphi _{2}}\uparrow &&\uparrow {\scriptstyle \psi _{2}}\\\mathbb {R} ^{n}&{\stackrel {T_{2}}{\longrightarrow }}&\mathbb {R} ^{m}\\\end{array}}}
Com que T₂ = ψ₂-1 ∘ T ∘ φ₂ = (ψ₂-1 ∘ ψ1) ∘ T1 ∘ (φ1-1 ∘ φ₂), i com que la composició d'aplicacions lineals correspon a la multiplicació de matrius, d'aquí se segueix que
t₂ = q t1 p-1.
Com que el canvi de base conté una vegada la matriu base i una vegada la seva inversa, hom diu que aquests objectes són 1-co, 1-contra-variants.

## Matriu d'un endomorfisme
Un cas important de matriu d'una transformació lineal és el d'un endomorfisme, és a dir, una aplicació lineal d'un espai vectorial V a ell mateix; en altres paraules, el cas en què W = V.
Podem prendre de manera natural {β1, ..., βn} = {α1, ..., αn} i {β'1, ..., β'm} = {α'1, ..., α'n}. La matriu de l'aplicació lineal T és necessàriament quadrada.

### Canvi de base
Apliquem el mateix canvi de base, de manera que q = p i la fórmula de canvi de base esdevé
t₂ = p t1 p-1.
En aquesta situació, la matriu invertible p s'anomena matriu de canvi de base per l'espai vectorial V, i l'equació anterior indica que les matrius t1 i t₂ són semblants.

## Matriu d'una forma bilineal
Una forma bilineal d'un espai vectorial V sobre un cos R és una aplicació V × V → R que és lineal en ambdós arguments, és a dir, B: V × V → R és bilineal si les aplicacions
{\displaystyle v\mapsto B(v,w)}
{\displaystyle v\mapsto B(w,v)}
són lineals per tot w de V. Aquesta definició és vàlida també per mòduls sobre un anell commutatiu, on les aplicacions lineals són homomorfismes de mòduls.
La matriu de Gram G associada a la base {\displaystyle \alpha _{1},\dots ,\alpha _{n}} es defineix per
{\displaystyle G_{i,j}=B(\alpha _{i},\alpha _{j}).\,}
Si {\displaystyle v=\sum _{i}x_{i}\alpha _{i}} i {\displaystyle w=\sum _{i}y_{i}\alpha _{i}} són les expressions dels vectors v, w respecte a aquesta base, llavors la forma bilineal ve donada per
{\displaystyle B(v,w)=v^{\mathsf {T}}Gw.\,}
La matriu és simètrica si la forma bilineal B és una forma bilineal simètrica.

### Canvi de base
Si P és la matriu invertible que representa el canvi de base de {\displaystyle \alpha _{1},\dots ,\alpha _{n}} a {\displaystyle \alpha '_{1},\dots ,\alpha '_{n}} llavors la matriu de Gram transforma mitjançant la congruència de matrius
{\displaystyle G'=P^{\mathsf {T}}GP.\,}